# Narrenzunft Furtwangen

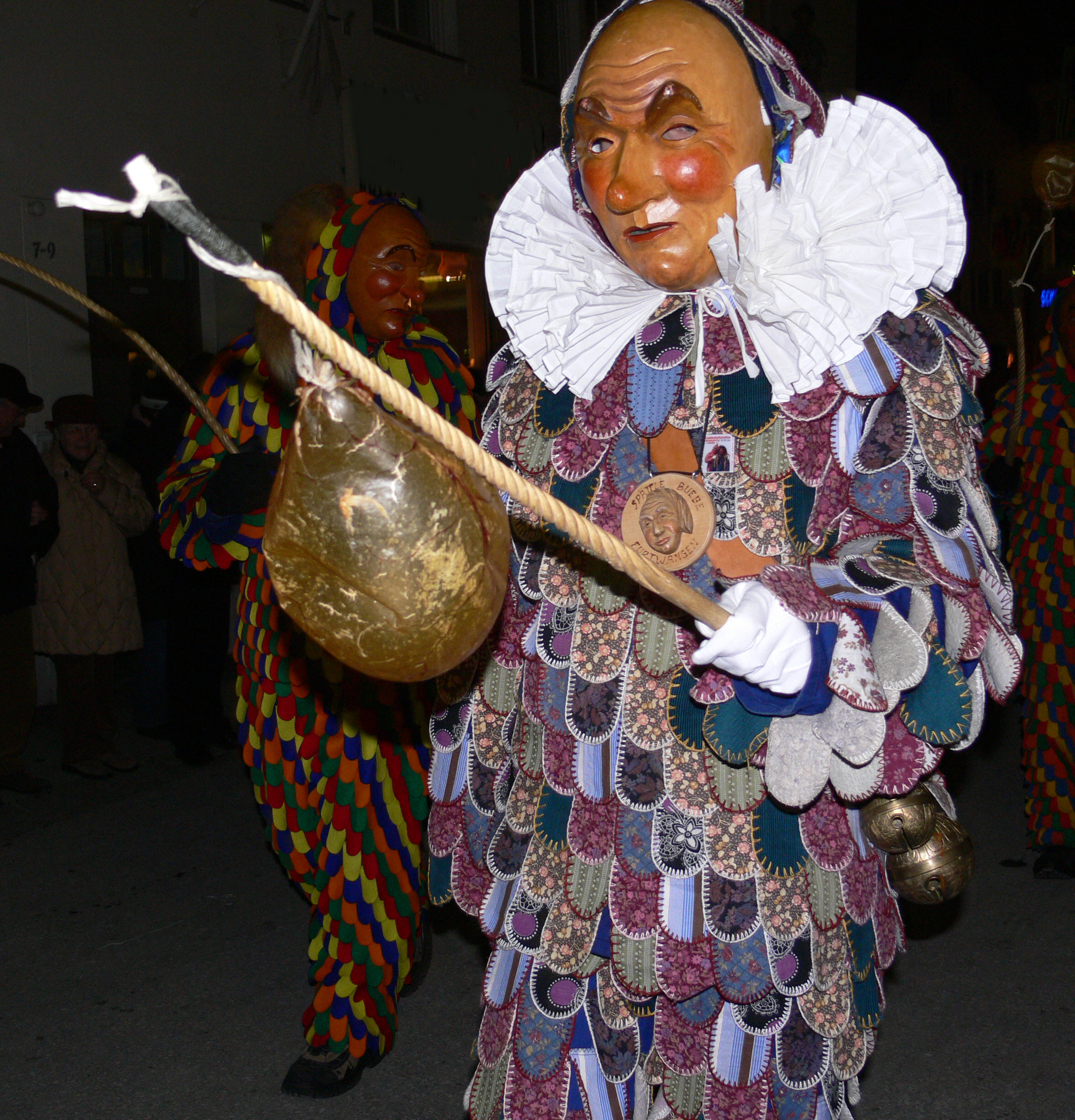
Ein Spättle mit den traditionellen, umhäkelten Stoffflecken

Die Narrenzunft Furtwangen ist ein Fastnachtsverein in der Tradition der schwäbisch-alemannischen Fasnet in Furtwangen im Schwarzwald (Schwarzwald-Baar-Kreis). Die Zunft ist Mitglied in der Vereinigung Schwäbisch-Alemannischer Narrenzünfte (VSAN).

## Geschichte
Die Fasnet lässt sich in Furtwangen bis ins frühe 18. Jahrhundert nachweisen. Hier gibt es in Kirchenbüchern einen Beleg für den so genannten Hirschmendig. In späterer Zeit gibt es zahlreiche weitere Quellen. Wie in vielen andern Orten der Region wurde dann im 19. Jahrhundert zumindest teilweise der rheinische Karneval eingeführt, die alemannische Fasnet mit ihrem Maskentreiben verschwand aber nie ganz. 1926 fanden sich Narren zusammen, die trotz schwieriger Wirtschaftslage die Fasnet feiern wollten, und gründeten die Narrenzunft. Nach dem Zweiten Weltkrieg wurde die Fasnet weitgehend von den Einflüssen des rheinischen Karnevals befreit und wieder ganz auf die Schwäbisch-alemannische Fasnet zurückgeführt.
Inzwischen besteht die Narrenzunft aus einer ganzen Reihe von Gruppierungen mit jeweils eigenen Masken. Mit fast 1.000 Mitgliedern ist die Narrenzunft einer der größten Vereine der Stadt. Die Narrenzunft ist Mitglied in der Vereinigung Schwäbisch-Alemannischer Narrenzünfte. Der amtierende Präsident der Vereinigung Roland Wehrle ist aktives Mitglied der Narrenzunft Furtwangen. Die Vereinigung ist in verschiedene Landschaften eingeteilt. Furtwangen gehört zur „Landschaft Schwarzwald“. Deren Vorsitzender Ewald Kromer ist ebenfalls aktiver Narr in Furtwangen.

## Figuren

### Spättle

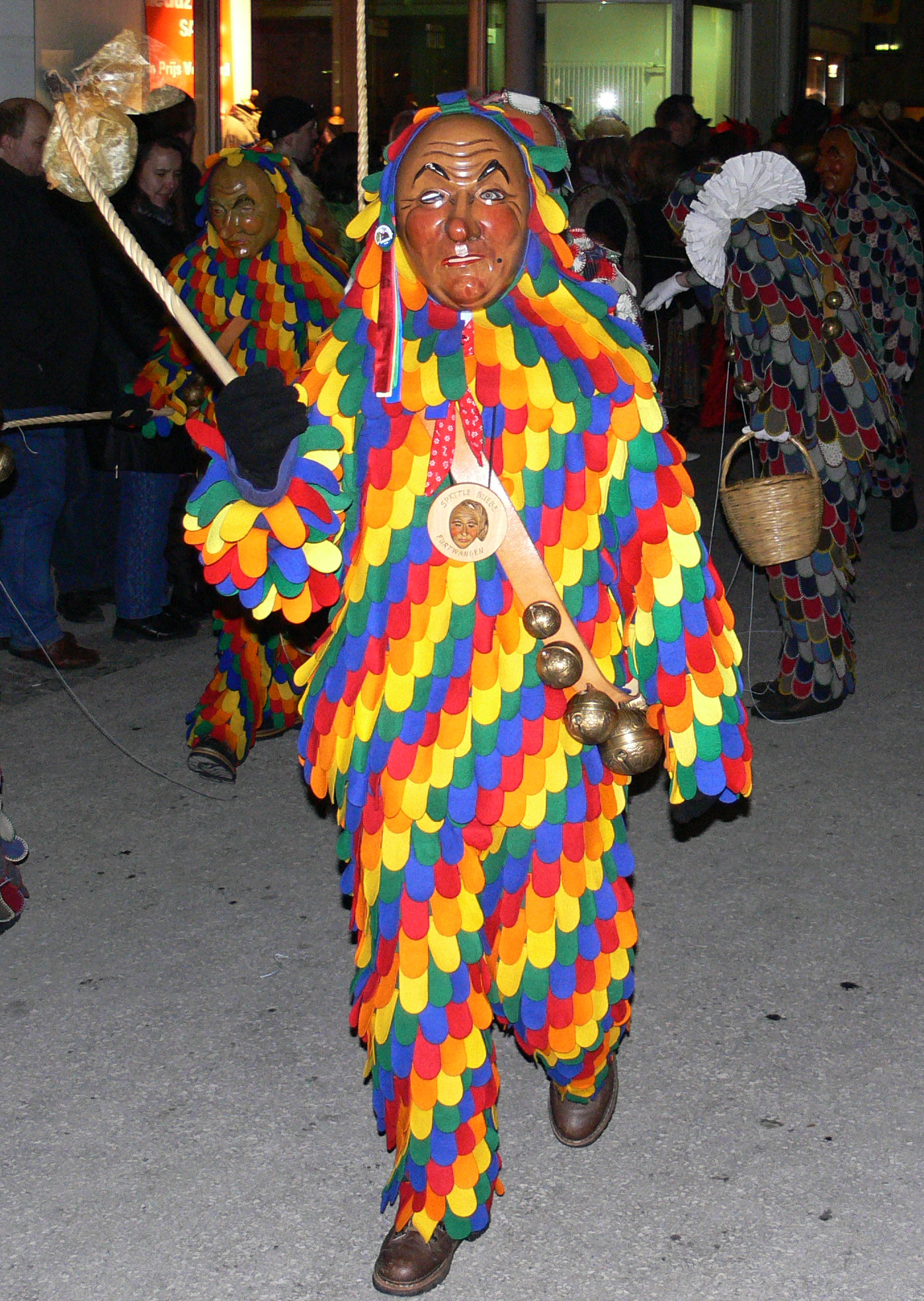
Das Spättle mit den „modernen“ Filzflecken

Die Figur des Furtwanger Spättle ist bereits im 19. Jahrhundert ausführlich beschrieben. Spättle ist die Bezeichnung für Stofffetzen, die auf die Kleidung aufgenäht sind. Ursprünglich war dies einfacher Kleiderstoff, der halbrund ausgeschnitten oder gestanzt wurde und an den Rändern dann umhäkelt wurde. Später folgten die einfacher herzustellenden Spättle aus buntem Filz. Inzwischen wurde auch das alte Kostüm mit den umhäkelten Stofffetzen wiederbelebt. Zum Kostüm des Spättle gehört teilweise ein weißer Kragen, eine verschmitzte Holzmaske, ein Fuchsschwanz als Zeichen der Narretei und ein Geschell sowie eine Geißel mit einer Schweinsblase (Sublodere).

### Stadthexe

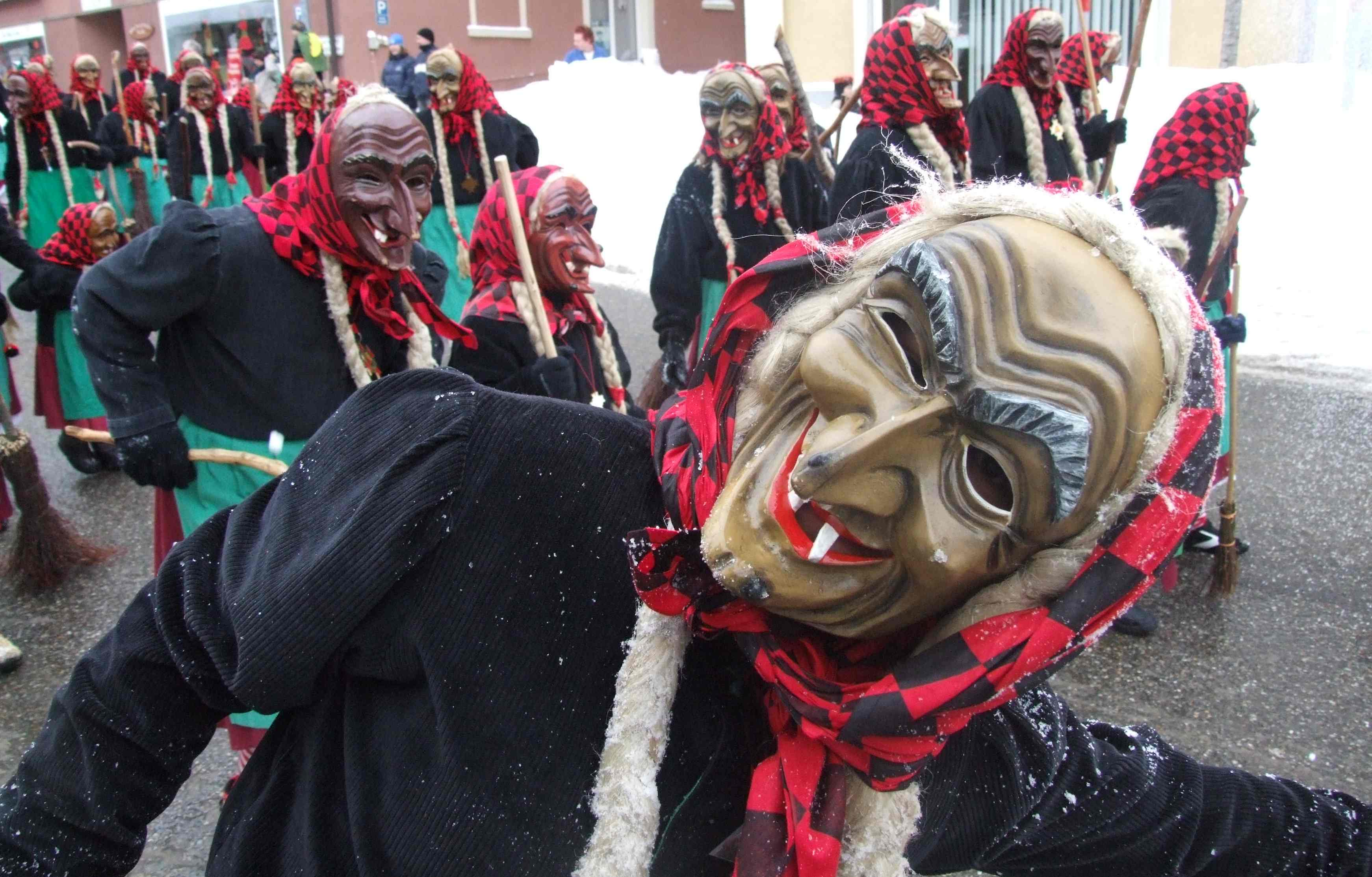
Stadthex

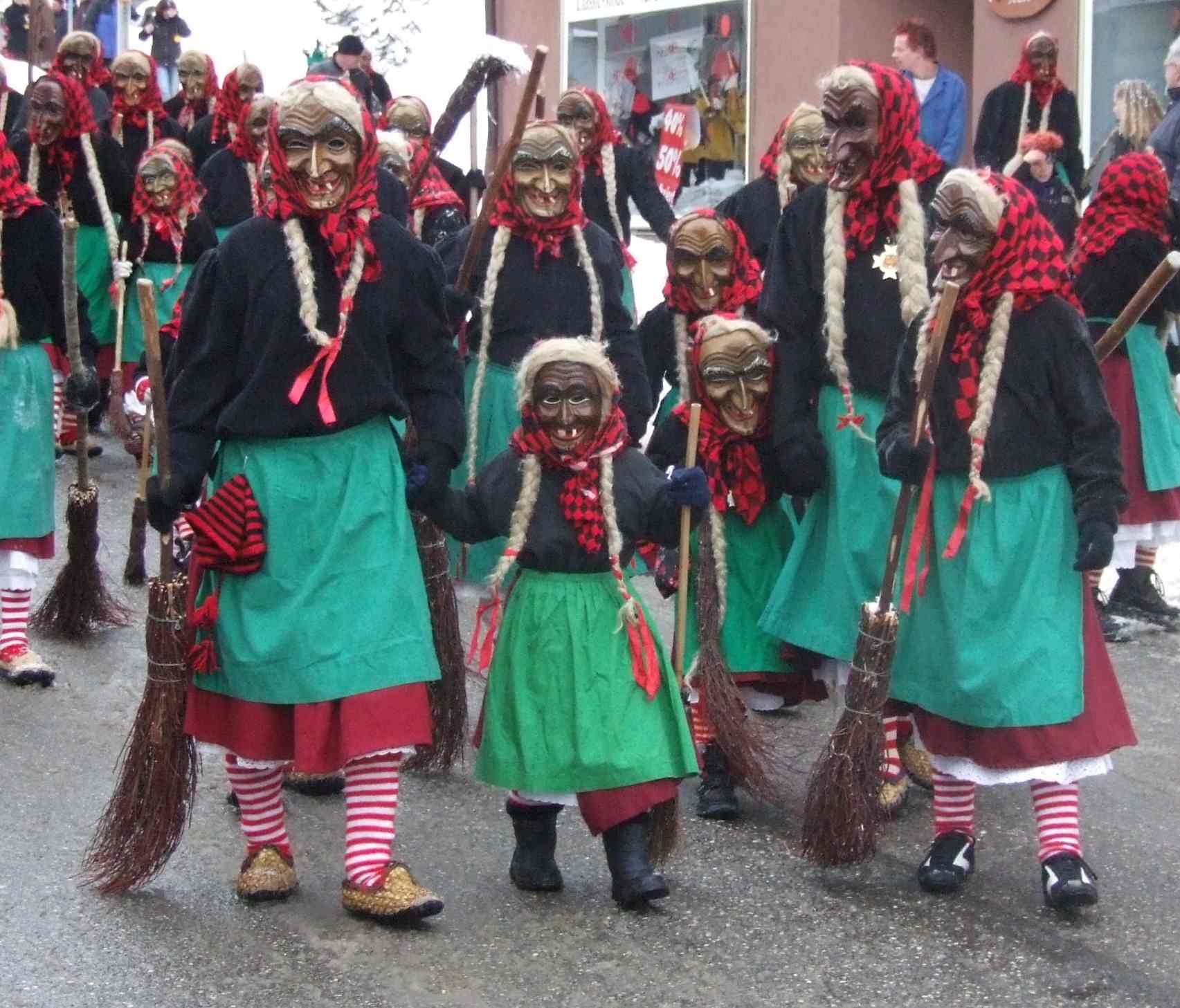
Stadthex

Bereits im 19. Jahrhundert ist in Furtwangen belegt, dass sich Buben in einer alten Tradition mit Frauenkleidern als Hexen verkleideten und ihr Unwesen trieben. Daraus entstand in den 1950er-Jahren eine Hexengruppe, die sich kurz darauf als Stadthexe offiziell der Narrenzunft anschloss und heute mit rund 200 Hästrägern die größte Gruppe in der Narrenzunft darstellt.
Die Hexen tragen einen weinroten Rock mit schwarzer Bluse und grüner Schürze sowie Strohschuhe. Die ausdrucksstarke dunklen Holzmaske ist gleichermaßen grimmig wie freundlich.
Eine wichtige Aufgabe der Hexen ist die Begleitung des Hemdglunker-Umzugs am schmotzigen Donnerstag und anschließend die Verbrennung des letzten Meckerers. Hier wagen die Hexen zur Begeisterung der Zuschauer waghalsige Sprünge durch das noch hoch lodernde Feuer. Dieses Feuer wird aus Reisigwellen entfacht, welche im Sommer gefertigt werden.
Im Januar 2007 feierten über 3000 Gäste gemeinsam mit der Hexengilde deren 50-jähriges Bestehen.

### Weitere Figuren
- Fuhrkigili: Fuhrleute im Furhmannskittel und mit Geißeln
- Alte Jungfere: Vornehme Damen im Stil des 18. und 19. Jahrhunderts
- Narrenbaumsetzer: Gilde im Outfit der Zimmerleute, die beim Ausrufen den Narrenbaum aufstellt und später wieder fällt.
- Bodenwälder (Einzelfigur): Sagengestalt aus dem Bodenwald, einem der Furtwanger Berge. Sein Häs ist ganz mit Baumflechten behängt.[1]
- Hansili: Typischer Weißnarr mit Sonne und Mond auf dem Häs

## Die Furtwanger Fasnet

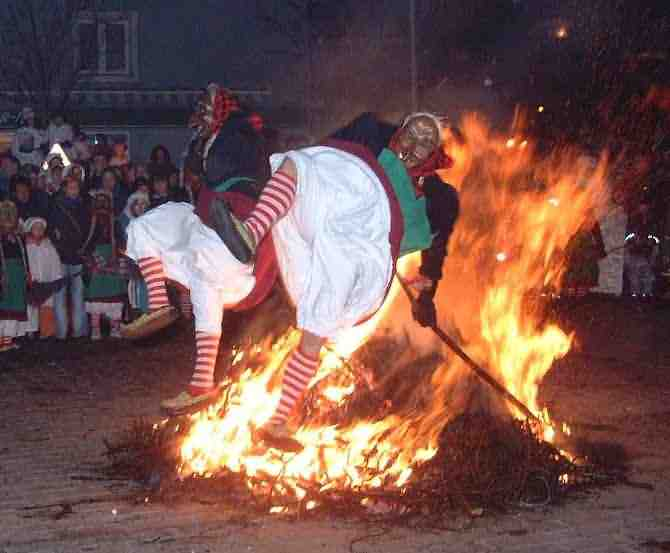
Sprung der Hexen durchs Feuer am Schmutzige Dunschtig

Die eigentliche Furtwanger Fasnet dauert vom Ausrufen bis zum Aschermittwoch. Dazu kommt noch als Eröffnung das Klepfen an Dreikönig und der „Hirschmentig“ am Termin der „Alten Fasnacht“.
Dazu kommen noch drei große Fasnachtsbälle jeweils am Samstagabend mit großem närrischen Showteil, in dem jeweils auch das Stadtgeschehen aufs Korn genommen wird.
Die Termine:
- Klepfen der Fuhrkigili an Dreikönig
- Ausrufen der Fasnacht und Stellen des Narrenbaumes zwei Wochen vor der Fastnacht
- Musikalisches Wecken, Gottesdienst in der Stadtkirche, Frühstück in der Kirnerstube, Sturm des Rathauses, Kinderbefreiung in den Schulen und Kindergärten am Morgen des Schmutzige Dunschtig
- Kinderumzug am Nachmittag des Schmutzige Dunschtig
- Hemdglunkerumzug und Verbrennung des letzten Meckerers sowie Hexensprung am Abend des Schmutzige Dunschtig
- Heischen (Betteln) der Kinder in den Geschäften der Stadt am Samstagmorgen
- Großer Umzug mit der ganzen Zunft, Nachbarzünften und anderen Gruppen am Nachmittag des Fasnachtssonntag
- Elfimess mit Büttenreden am Fasnetmendigmorgen
- Kehrausball mit Einlagen am Dienstagabend (seit 2012 nicht mehr mit Tanzeinlagen, da die Veranstaltung in eine Gaststätte verlegt wurde)
- Gottesdienst, Geldbeutelwäsche und Fällen des Narrenbaumes am Aschermittwoch der Gottesdienst findet (leider) ohne Narren statt
- Der traditionelle Hirschmendig am Montag nach der Fastnacht (Alte Fasnacht) im Gasthof „Goldener Rabe“